# UTC+9:30
UTC+9:30 è un fuso orario in anticipo di 9 ore e 30 minuti sul tempo coordinato universale.

## Zone
È utilizzato nei seguenti territori australiani:
- Australia Meridionale
- Nuovo Galles del Sud (solo la regione di Broken Hill)
- Territorio del Nord

## Geografia
UTC+9:30 fa parte delle regioni del mondo in cui il fuso orario non corrisponde a uno spostamento di un numero intero di ore rispetto all'UTC.
Il fuso orario corrisponde alla parte centrale dell'Australia. Inizialmente situata a UTC+9 nel 1884, fu spostata al fuso orario attuale nel 1898; tale cambiamento fu soggetto a critiche e proposte per far ritornare l'Australia Meridionale a UTC+9 o UTC+10 sono state avanzate nel 1986 e nel 1994, ma sono state respinte.
Il Territorio del Nord ha conservato il fuso orario dell'Australia Meridionale alla sua separazione nel 1911. Broken Hill, città mineraria isolata del Nuovo Galles del Sud, ha adottato UTC+9:30 a causa della sua prossimità con l'Australia Meridionale.
In Australia, UTC+9:30 è chiamato Australian Central Standard Time (ACST).

## Ora legale
L'Australia Meridionale e Broken Hill osservano l'ora legale, passando a UTC+10:30. Al contrario, il Territorio del Nord non l'osserva.